# Tatort: Amour Fou
Amour Fou ist ein Fernsehfilm aus der Krimireihe Tatort, der erstmals am 5. Juni 2017 ausgestrahlt wurde. Es ist die 1023. Folge der Reihe und der fünfte Fall des Berliner Ermittlerteams Rubin und Karow.

## Handlung
Im Laubengarten des beurlaubten homosexuellen Lehrers Enno Schopper wird eine verbrannte Leiche gefunden, erschlagen, mit Benzin übergossen und angezündet. Die Berliner Kommissare Nina Rubin und Robert Karow ermitteln daher an seiner Gesamtschule im Neuköllner Rollbergkiez. Dort hat gerade die Schülerin Jasna auf der Toilette einen positiven Schwangerschaftstest gemacht. Mutmaßlicher Kindsvater ist Duran, Sohn eines Kriminellen und einer Alkoholikerin, um den sich Schopper gekümmert hatte, nachdem er ihn als einzigen einer Jungenbande, die vor drei Jahren sein Auto abgefackelt hatte, erwischt hatte. Anstatt ihn anzuzeigen, hatte er ihn ins Krankenhaus gebracht und wollte ihm nach dem Abitur ein Auslandsstudium finanzieren.
Die Beurlaubung erfolgte, weil Enno Schopper dabei beobachtet wurde, wie er Duran in eine sexuelle Handlung involviert hatte. Eine Befragung Durans zu diesem Vorfall scheitert, da er mutmaßlich mit seinem Vater ins Ausland geflüchtet ist. Somit steht Duran unter Mordverdacht und wird nun per Haftbefehl gesucht. Da er sich aber nicht bei seiner Freundin meldet und für sie auch nicht telefonisch erreichbar ist, befürchtet Jasna, dass ihm etwas zugestoßen sein könnte. Doch bei der Überprüfung der Tankstellen in Tatortnähe wird Duran beim Kauf eines Kanisters Benzin beobachtet, was den Tatverdacht gegen ihn verstärkt. Jasna ist aber fest davon überzeugt, dass Duran Schopper nichts angetan hat. Schließlich hatte er dem Lehrer vertraut, der für ihn ein Vaterersatz war. Für die Kommissare ergeben sich im Zuge der Ermittlungen auch Zweifel an einer alleinigen Schuld des jungen Mannes. So rückt Armin Berlow, der Lebensgefährte von Enno Schopper, ins Visier der Ermittler. Dieser benimmt sich immer auffälliger und scheint mehr zu wissen, als er vorgibt. Robert Karow versucht, das Vertrauen das Mannes zu gewinnen, der sich nach wie vor sehr betroffen zeigt. Dennoch ergeben sich Hinweise, die daraufhin deuten, dass das Opfer in Berlows Wohnung erschlagen und von hier aus in den Kleingarten verbracht wurde. Mittlerweile deutet alles darauf hin, dass tatsächlich Armin Berlow seinen Lebensgefährten umgebracht hat, weil er mit Duran zusammen sein wollte, den er vermutlich in Frankreich versteckt hält. Als die Polizisten den dortigen Aufenthaltsort überprüfen, erleben sie eine große Überraschung, denn nicht Duran, sondern Enno Schopper treffen sie wohlbehalten dort an. So stellt sich am Ende heraus, dass das Opfer gar nicht Schopper ist, sondern Durans Vater. Er war an jenem Abend betrunken bei Berlow und seinem Lebensgefährten aufgetaucht und wollte seinen Sohn, der sich wie so oft dort statt zu Hause aufhielt, mit Gewalt wegholen. Mit einem Messer bewaffnet bedrohte er Schopper, sodass Berlow sich nicht anders zu helfen wusste, als mit dem nächstbesten Gegenstand auf den Mann einzuschlagen. Aus Angst, dass man „zwei Schwuchteln und einem Schüler mit Migrationshintergrund“ nicht glauben würde, hatten sie sich das Ablenkungsmanöver erdacht.

## Hintergrund
Der Film wurde vom 6. September 2016 bis zum 7. Oktober 2016 in Berlin gedreht.  Im Film ist mehrfach das Lied La Mer von Charles Trenet zu hören.

## Rezeption

### Einschaltquote
Die Erstausstrahlung von Amour Fou am 5. Juni 2017 wurde in Deutschland von 7,90 Millionen Zuschauern gesehen und erreichte einen Marktanteil von 25,5 Prozent für Das Erste.

### Kritiken
„[…], trotzdem hätte man sich bei der Darstellung der Halbwüchsigen, […] ein bisschen mehr Ambivalenzen gewünscht. Ihr Wüten wird doch sehr plump in Szene gesetzt. Dabei ist das Drehbuch ansonsten voll von überraschenden Wendungen, raffinierten Spiegelungen und klug ausgehebelten Klischees.“

„Mit diesem fünften Abenteuer stellen sie jetzt alles auf null, Nina Rubin […] und Robert Karow […] haben zu klären, warum ein schwuler Lehrer umgebracht und verbrannt worden ist, sie klingeln zu diesem Zweck an Türen und stellen Ermittlerfragen. Es ist ein klassischer Krimi, in sich abgeschlossen. Das tut den Kommissaren gut, dem Publikum auch.“

Der Kritiker Ulrich Feld bei Frankfurter Neue Presse bewertete diesen Tatort als „kräftig gemixt und gelungen zubereitet.“ Der Film zeigt „viele durchdachte und liebevolle Details, die der Geschichte eine hohe Dichte verleihen. Wobei der Krimi seine Geschichte überwiegend in ruhigen Bildern, aber doch mit ziemlich brutalen Details erzählt. Es ist nämlich schon reichlich derb, was die Krimi-Handlung hier ins Rollen bringt.“
Axel Weidemann von der FAZ meinte: „Dieser Titel, ‚Amour Fou‘, [klingt] eher nach Kapitulation vor emotionaler Überforderung, als nach dunkel glühender Ahnung, es könne etwas Schreckliches geschehen.“ „Gewohnt streitlustig und wortgewaltig bearbeiten Rubin und Karow diesen Fall, der allerdings etwas zu vertrackt gerät. Die Dialoge zehren vor allem von der Lebendigkeit und glaubwürdigen Schnoddrigkeit Meret Beckers.“